# Consiglio generale degli italiani all'estero
Il Consiglio generale degli italiani all'estero è il massimo organo rappresentativo degli italiani espatriati.
Istituito con la legge del 6 novembre 1989 n. 368, la sua funzione principale è l'attività di consulenza del Governo e del Parlamento sui grandi temi delle comunità italiane nel mondo.

## Storia
Il progetto di legge istitutivo del Consiglio generale degli italiani all'estero fu deliberato dal Consiglio dei Ministri il 16 settembre 1988 sotto la presidenza di Ciriaco de Mita, su proposta dell'allora Ministro degli Affari Esteri Giulio Andreotti.
Tale progetto di legge seguì il suo iter parlamentare e fu promulgato il 6 Novembre 1989 dal Presidente della Repubblica Francesco Cossiga.

## Composizione
A norma dell'articolo 4 della legge 6 novembre 1989 n. 368, modificato con legge del 23 giugno 2014 n. 89, il Consiglio generale degli italiani all'estero si compone di  sessantatré membri, dei quali quarantatré eletti a suffragio universale indiretto dai membri dei Comitati degli Italiani all'Estero (ComItEs) e venti nominati con decreto del Presidente del Consiglio dei ministri, che li individua come segue:
a) sette su indicazione delle associazioni nazionali dell’emigrazione;
b) quattro su indicazione dei partiti che hanno rappresentanza parlamentare;
c) sei su indicazione delle confederazioni sindacali e dai patronati maggiormente rappresentativi sul piano nazionale, e che siano rappresentati nel CNEL;
d) uno su indicazione della Federazione nazionale della stampa;
e) uno su indicazione della Federazione unitaria della stampa italiana all'estero;
f) uno su indicazione dell'organizzazione più rappresentativa dei lavoratori frontalieri.
Vi sono altresì numerosi invitati permanenti, senza diritto di voto, tra cui i parlamentari eletti nella circoscrizione estero.

### Presidenza
Il Presidente del Consiglio generale degli italiani all'estero è ex-officio il Ministro degli Affari Esteri e della Cooperazione Internazionale. Il Consiglio elegge tra i propri componenti il Segretario Generale, che convoca l’Assemblea Plenaria ed il Comitato di Presidenza, ne dirige i lavori e dà esecuzione alle decisioni assunte. Il Presidente e il Segretario Generale sono coadiuvati nell'esercizio delle loro funzioni da un Comitato di Presidenza, composto, oltre che dal Presidente e dal Segretario generale, da un Vicesegretario generale per ognuna delle tre aree continentali (paesi anglofoni extraeuropei, Europa e Africa del nord, America latina), da un Vicesegretario generale eletto tra i membri nominati dal Presidente del Consiglio dei ministri, da un ulteriore membro eletto tra quelli nominati dal Presidente del Consiglio dei Ministri e da un membro supplementare per ognuna delle tre aree continentali succitate.
Attuale Segretaria Generale è Maria Chiara Prodi.

## Funzioni
Le prerogative del Consiglio generale degli italiani all'estero sono elencate all'articolo 2 della legge 368/1989, per quanto riguarda le funzioni propositive, e all'articolo 3 della stessa legge per quanto riguarda le funzioni consultive.
Nelle sue funzioni propositive, il CGIE in particolare:
- esamina, in armonia con lo sviluppo politico, culturale, economico e sociale dell’Italia, i problemi delle comunità all'estero, in particolare per quanto attiene alle condizioni di vita e di lavoro dei singoli e delle comunità medesime nel loro insieme, alla formazione scolastica e professionale, al reinserimento in attività produttive ed alle altre esigenze di coloro che decidono di rimpatriare;
- formula, su richiesta del Governo o dei Presidenti dei due rami del Parlamento, pareri e, di propria iniziativa, proposte e raccomandazioni, in materia di iniziative legislative o amministrative ed elettorali dello Stato o delle regioni, accordi internazionali e normative comunitarie concernenti le comunità italiane all'estero;
- promuove studi e ricerche su materie riguardanti le comunità italiane e di origine italiana nel mondo, collaborando alla organizzazione e alla elaborazione degli stessi;
- verifica e promuove i processi di integrazione delle comunità italiane nelle strutture sociali ed economico-produttive del Paese ospitante e di valorizzazione dell’identità nazionale delle comunità italiane all'estero;
- elabora una relazione annuale con proiezione triennale da presentare, tramite il Governo, al Parlamento, nella quale si valutino gli eventi dell’anno precedente e si traccino prospettive ed indirizzi per il triennio successivo.
- contribuisce all'elaborazione della legislazione economica e sociale che ha riflessi sul mondo dell’emigrazione.

Nelle sue funzioni consultive, il CGIE formula pareri:
- sugli stanziamenti sui vari capitoli del bilancio dello Stato in favore delle comunità italiane all’estero;
- sui programmi pluriennali e relativi finanziamenti per la politica scolastica, la formazione professionale e la tutela sociale, assistenziale e previdenziale;
- sui criteri per l’erogazione di contributi ad associazioni nazionali, patronati, enti di formazione scolastica e professionale, organi di stampa, di divulgazione e di informazione che svolgano concreta attività di sostegno e di promozione economica, sociale, culturale e civile delle comunità italiane all'estero;
- sulle informazioni e programmi radiotelevisivi e informatizzati per le comunità italiane all'estero;
- sulle linee di riforma dei servizi consolari, scolastici e sociali.